# Volley Modena
Volley Modena var en volleybollklubb (damer) från Modena, Italien. Klubben grundades 1959 och spelade redan året efter i serie A (den högsta serien). Klubben ersatte Audax Modena från samma stad, en klubb som under 1950-talet varit mycket framgångsrik. Första säsongen hamnade de sist i serien. Säsongen 1964-1965 gick det bättre, då laget kom tvåa i serien. Sämre gick det säsongen 1969-1970 då laget hamnade sist i serien och blev relegerade till serie B. De återkom dock direkt. Klubben var sedan under många år relativt framgångsrik, med många andra- och tredjeplatser, men utan ligaseger. Däremot vann laget CEV Challenge Cup 1986-1987 och CEV Cup tre gånger i rad (1994-1995, 1995-1996 och 1996-1997) och italienska cup 1989-1990. 
Till slut vann laget italienska mästerskapen 1999-2000. De vann sedan CEV Champions League 2000-2001 och italienska cupen igen 2001-2002. Under 2003 lämnade lagets dåvarande sponsor klubben, som inte kunde hitta någon ny. Detta ledde till försämrade sportsliga förutsättningen. Säsongen 2004-2005 åkte laget ur högstaligan och därefter förnyade klubben inte sin spellicens.
Av sponsorsskäl har klubben under åren använt ett antal olika namn: 
- Cabassi Modena
- Coma Modena
- Civ&Civ Modena
- Cemar Modena
- Occhi Verdi Modena
- Isola Verde Modena
- Modena
- Anthesis Modena